# Beni Boughafer
Beni Boughafer est un douar de la commune rurale de Beni Boughafer dans la province de Nador et la région de l'Oriental, au Maroc

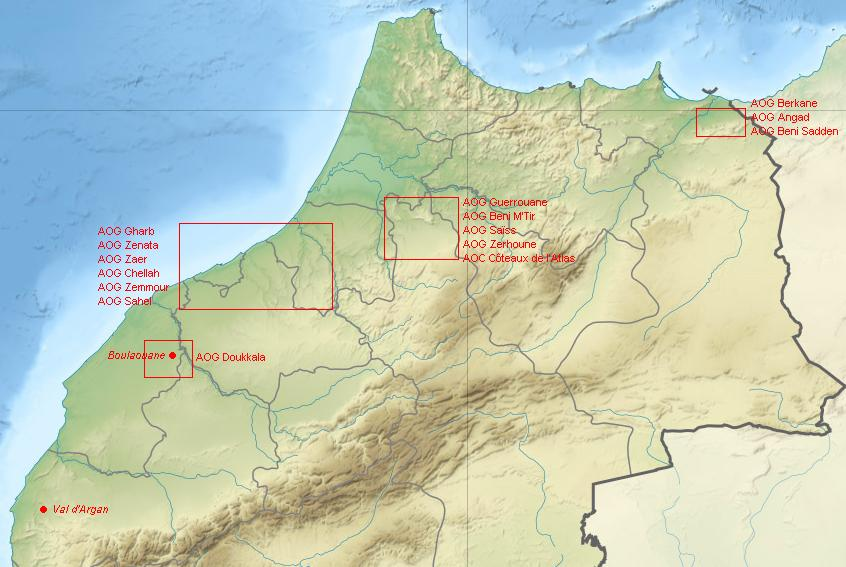

Beni Boughafer se trouve au bord de la mer Méditerranée, au niveau de l'estuaire de l'oued Kert, sur la baie de Betoya.
Le village se compose de plusieurs petits hameaux : Inajjan, Bajjou, Iaazanene, Iazaten, Thardamya, Issdwiwen, Izarouen, Imhyathen, Sammar, Ihijiouan, Ikarroumen, Ifran Ouarouy, Thratha, Ihabssaten, Beni Boughafer, Ihabssaten.

## Économie
Le Nador West Med, futur complexe portuaire de 850 ha, est en cours de réalisation à Beni Boughafer.
Le souk rassemble tous les mardis la population avec un large choix de produits de la région.
Le village est réputé pour son petit port de pêche traditionnel et ses belles sardines, qui ont fait la réputation du village.
Beni Boughafer est connu pour son tourisme avec une des plus belles plages de la région, la plage de sidi lahsen.

## Personnalités liées
- Oussama Assaidi, footballeur international né le 15 août 1988 à Beni Boughafer ; ayant grandi et formé à Alkmaar aux Pays-Bas.
- Riffi, rappeur néerlandais né à Dronten, originaire de Beni Boughafer.
- Ashafar, rappeur néerlandais né à Naarden, originaire de Beni Boughafer.